# Robotikwettbewerb
Ein Robotikwettbewerb ist ein Wettbewerb im Bereich Robotik, bei denen sich Teams von Ingenieuren, Programmierern und Technologie-Enthusiasten treffen, um ihre selbstgebauten, im engeren Sinne autonomen Roboter in verschiedenen Herausforderungen gegeneinander antreten zu lassen. Diese Wettbewerbe bieten den Teilnehmern die Möglichkeit, ihre Fähigkeiten im Bereich der Robotik zu verbessern, ihr Wissen zu erweitern und ihre Kreativität zu demonstrieren.
Robotikwettbewerbe richten sich neben Experten oft an junge Menschen, da sie eine Gelegenheit bieten, ihre Fähigkeiten und ihr Wissen im Bereich der Technologie und Robotik zu erweitern und ihre Karrieren in der Technologie-Industrie zu fördern.

## Arten von Robotikwettbewerben oder Ligen
Es gibt verschiedene Arten von Robotikwettbewerben, darunter:
- Maze-Wettbewerbe: Hier müssen Roboter einen Labyrinth-artigen Parcours bewältigen und verschiedene Aufgaben erfüllen, wie zum Beispiel das Sammeln von Gegenständen oder das Finden des Ausgangs. Beispiel: Micromouse
- Roboterfußball ist eine Art von Robotikwettbewerb, bei dem autonome Roboter auf einem Spielfeld gegeneinander antreten und versuchen, ein Tor zu erzielen. Die Roboter müssen in der Lage sein, schnell zu navigieren, Hindernisse zu vermeiden und mit anderen Robotern zu interagieren, um erfolgreich zu sein. Dieser Sport vereint die Bereiche Robotik, Informatik und künstliche Intelligenz.
- Robotik-Challenges: Hier müssen Roboter komplexe Aufgaben erfüllen, wie zum Beispiel das Überwinden von Hindernissen oder das Bewältigen von unebenem Gelände. Beispiel: DARPA Grand Challenge
- Robotersumo ist die Umsetzung der Ringkampf-Sportart Sumō für mobile Roboter.

## Liste von bekannten Robotikwettbewerben
| Name                                  | seit | Beschreibung |
| ------------------------------------- | ---- | --- |
| Botball Educational Robotics Programm | 1997 | ein US-amerikanisches Bildungsprogramm unter der Schirmherrschaft der NASA und beinhaltet einen teamorientierten Roboter-Wettbewerb, der auf den US-amerikanischen National Science Education Standards basiert                                                                                       |
| DARPA Grand Challenge                 | 2004 | war ein von der Technologieabteilung Defense Advanced Research Projects Agency des US-amerikanischen Verteidigungsministeriums gesponserter Wettbewerb für unbemannte Landfahrzeuge; zuletzt 2007 ausgetragen, siehe auch DARPA Urban Challenge 2007                                                  |
| DARPA Robotics Challenge              | 2012 | war ein von der DARPA ausgerichteter internationalen Robotikwettbewerb zur Förderung und Entwicklung von Technologien, die bei Rettungseinsätzen genutzt werden können; zuletzt 2015 ausgetragen |
| Eurobot                               | 1998 | eine internationale Meisterschaft, in der es darum geht, autonome Roboter zu konstruieren, die eine bestimmte, jedes Jahr wechselnde Aufgabe erfüllen |
| Field Robot Junior                    | 2007 | Schülerwettbewerb für Feldroboter, der zum ersten Mal im Jahr 2007 parallel zum internationalen Field Robot Event der Studenten in Wageningen/NL veranstaltet wurde. |
| First Lego League                     | 1999 | abgekürzt FLL, ist ein weltweites Bildungsprogramm (Robotikwettbewerb), das von der amerikanischen Stiftung For Inspiration and Recognition of Science and Technology (First), Lego und anderen Sponsoren initiiert wird. gehört zu FIRST (For Inspiration and Recognition of Science and Technology) |
| First Tech Challenge                  | 2005 | ein weltweites Bildungsprogramm im Bereich Robotik, das für Schüler im Alter von 13 bis 18 Jahren konzipiert ist. gehört zu FIRST (For Inspiration and Recognition of Science and Technology) |
| FIRST Robotics Competition            | 1992 | gehört zu FIRST (For Inspiration and Recognition of Science and Technology) |
| FIRST Global Challenge                | 2017 | gehört zu FIRST (For Inspiration and Recognition of Science and Technology) |
| Micromouse                            | 1977 | Wettbewerb, in dem sich kleine, autonome Roboterfahrzeuge in einem Labyrinth zurechtfinden müssen |
| RoboCup                               | 1997 | jährlicher Roboterfußball-Wettkampf. Die RoboCup German Open (seit 2001) sind jährliche internationale Wettbewerbe im Bereich der mobilen Robotik. An Schüler richtet sich der RoboCup Junior. |
| Roboking                              | 2004 | deutschlandweiter Roboter-Wettbewerb für Schüler; 2008 eingestellt |
| SAUC-E                                | 2006 | Students Autonomous Underwater Challenge - Europe (SAUC-E) ist ein von den britischen und französischen Verteidigungsministerien (insbesondere dem dstl) gemeinsam veranstalteter Wettbewerb für autonome Unterwasserfahrzeuge (AUVs); bis 2021?                                                      |
| World Robot Olympiad                  | 2004 | internationaler Roboterwettbewerb für Kinder und Jugendliche |